# Lesigatal (Ort)
Lesigatal ist ein osttimoresischer Ort im Suco Bobonaro (Verwaltungsamt Bobonaro, Gemeinde Bobonaro). Das Dorf liegt im Südosten der Aldeia Lesigatal, mit einer Meereshöhe von 908 m. Südöstlich schließt sich Bobonaro an, der Hauptort des Verwaltungsamtes. Nach Nordwesten führt eine kleine Straße zur Überlandstraße, die nach Westen in die Gemeindehauptstadt Maliana führt und nach Nordosten in die Gemeinde Ermera.